# عشق بیش از حد
عشق بیش از حد (به انگلیسی: Loveyatri) فیلمی هندی محصول سال ۲۰۱۸ و به کارگردانی آبیهراج کی مینوالا است. در این فیلم بازیگرانی همچون آیوشان شارما، وانینا حسین، رونیت روی، رام کاپور، مانوج جوشی، ارباز خان و سهیل خان ایفای نقش کرده‌اند.